# Abiegos
Abiegos ist eine von neun Parroquias in der Gemeinde Ponga der autonomen Region Asturien in Spanien.
 Die 39 Einwohner (2011) leben in einem Dorf nahe dem Naturpark Ponga. San Juan de Beleño, der Verwaltungssitz der Gemeinde, liegt fünfeinhalb Kilometer entfernt.

## Sehenswertes
- Hórreo de los Beyos
- Kirche „Iglesia de San Lorenzo“ in Abiegos
- Kapelle „Capilla de San Antonio“
- Kapelle „Capilla de la Merreguera“
- Einsiedelei „Ermita de Arcenorio“